# Tram van München
De tram van München is naast de S-Bahn, metronet en busnet een vorm van stedelijk openbaar vervoer van de Duitse stad München. Het normaalsporige net met een lengte van 82 kilometer wordt door de Münchner Verkehrsgesellschaft geëxploiteerd.

## Geschiedenis
De eerste elektrische trams reden al in 1895 en de stroomafname vond plaats met een trolleystang. De lijnen waren met lijnkleuren gemarkeerd en kregen in 1905 lijnnummers met Romeinse cijfers, die echter niet op de trams werden aangegeven. Op 11 oktober 1905 introduceerde de Münchner Trambahn AG officiële lijnnummers in Arabische cijfers. De lijnen waren nu gemarkeerd met het lijnnummer (1-12, 14-17, 19 en 20) nog steeds met de lijnkleur.
Op 16 december 1908 werd de eerste buitenlijn naar Pasing geopend (lijn 29) waarbij buiten de stadsgrenzen werd gereden op een eigen hooggelegen baan naar Pasinger Marienplatz. Pasing werd in 1938 door München geannexeerd maar de lijn bestaat als stadslijn 19 in 2024 nog steeds en werd in 2013 doorgetrokken naar Station München-Pasing. Op 12 augustus 1910 werd een andere buitenlijn geopend naar Grünwald als lijnen 25 en 35 die als lijn 25 in 2024 ook nog steeds bestaat. 

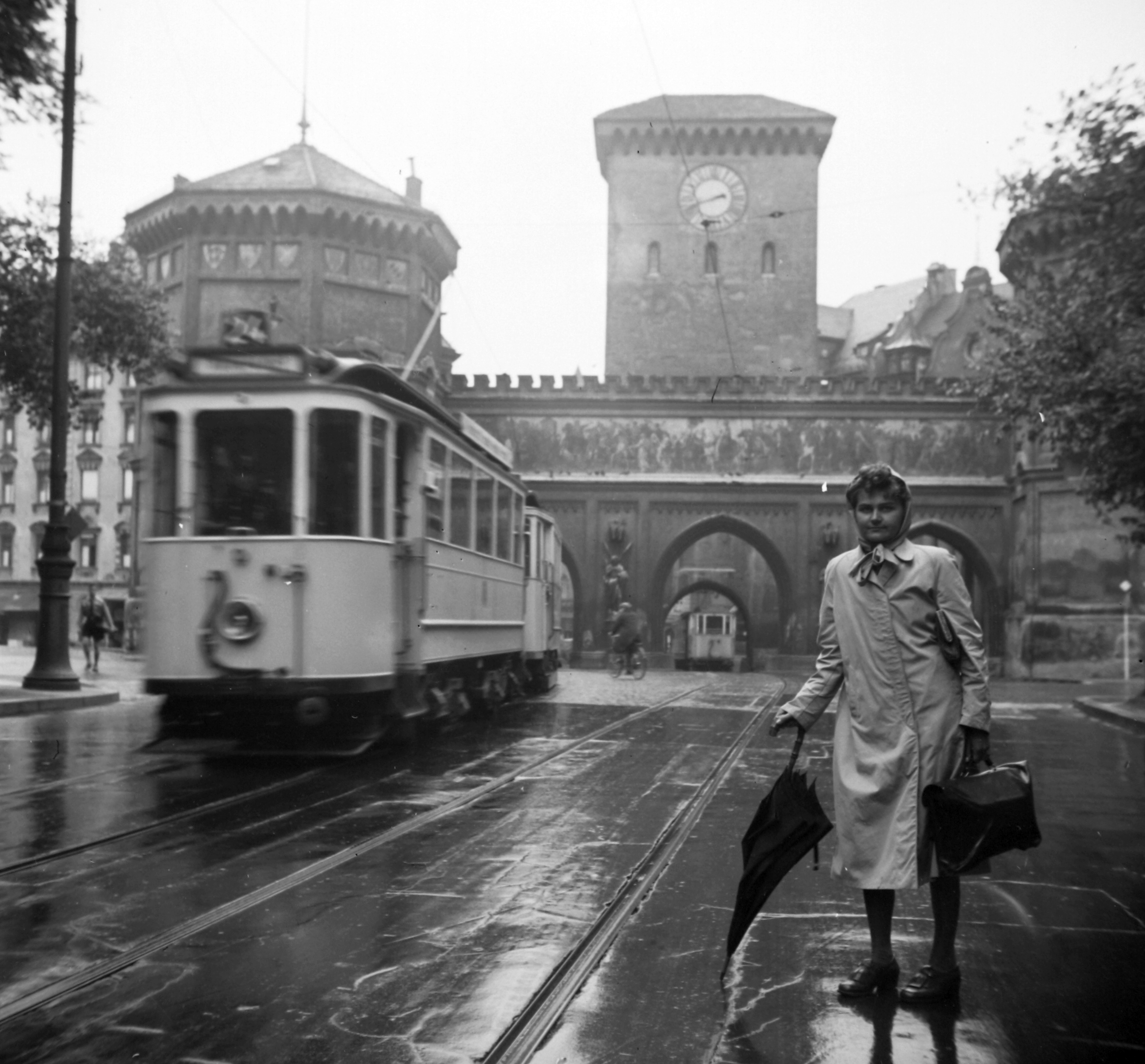
Tramstel op lijn 24 in 1939

In zowel de eerste als tweede wereldoorlog waren er vele beperkingen en waren er plannen voor vervanging door een ondergrondse tiefbahn en bussen. Hier kwam voorlopig niets van terecht en na 1945 werd het tramnet weer opgebouwd. De zwakke en slecht getraceerde lijnen 5, 37 en 10 werden echter in  1960, 1961 en 1967 opgeheven en gedeeltelijk vervangen door buslijnen. 

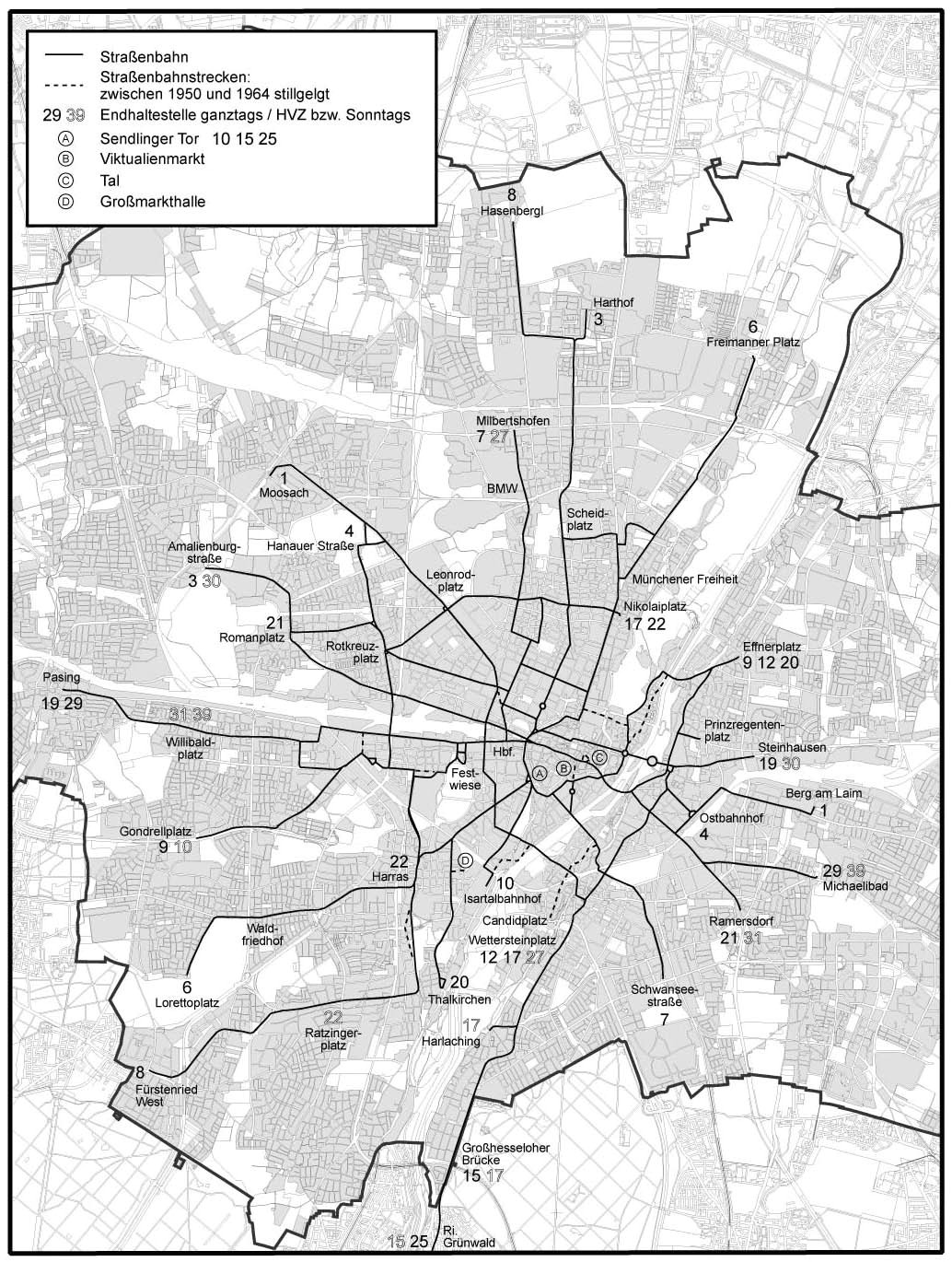
Grootste omvang tramnet in 1964

Daarentegen vond in de jaren 1962-1964 uitbreiding van het net plaats met trajecten op eigen baan met ook een aantal tunnels naar onder meer Freimann-Nord en de Lorettoplatz door lijn 6, Harthof door aanvankelijk lijn 8 en daarna lijnen 3 en 6 en Fürstenried-West en Hasenbergl door lijn 8 die daardoor met een lengte van 20 kilometer de drukste lijn van het net werd. 
In de oorspronkelijke plannen voor een ondergrondse zouden de tunnels vooralsnog worden gebruikt door de bestaande tramlijnen. Hier kwam men in 1964 op terug en besloot meteen tot aanleg van een volwaardige metro. Daarom werd het vrijliggende traject naar Freimann-Nord van lijn 6, na slechts 3 jaar te zijn gebruikt, in 1965 alweer buiten gebruik gesteld om plaats te maken voor de werkzaamheden voor de aanleg van de U-Bahn die hier in 1971 verscheen.
In 1968 vond een verlenging plaats van Berg am Laim naar de St.Veithstraße waarbij een kort traject in Berg am Laim verdween. Ook verdwenen lijn 3, de Oosttangent lijn 12 in verband met de aanleg van de metro en in 1970 lijn 22 in verband met de aanleg van een stadsautoweg. De laatste grote uitbreiding kwam in 1970 tot stand met een verlenging van lijn 11 en 29 door toen nog onbebouwd gebied naar de satellietstad Neu-Perlach. Het baanvak Milbertshofen - Petuelring verdween in 1972 ten gunste voor de doorstroming van buslijnen uit het noorden in aansluiting op de metro.
In 1972 en 1975 werden in een tussenfase doorgaande lijnen geknipt en vervangen door pendellijnen vanaf de al geopende metrostations waarbij voor het centrum moest worden overgestapt. De tak van lijn 6 naar Harthof werd achtereenvolgens door lijn 23, 25 en 12 overgenomen en de tak van lijn 6 naar de Lorettoplatz door lijn 9. De tak naar Hasenbergl van lijn 8 werd overgenomen door lijn 13 en de tak naar Fürstenried-West door lijn 16 en het traject naar Neu-Perlach van lijn 11 en 29 door lijn 24 die in 1973 nog doorgetrokken werd naar Neu-Perlach Zentrum. Gezien de verwachte vervoersomvang was verlenging nog zinvol maar bij de aanleg stond al vast dat het slechts tijdelijk zou zijn en volgens plan werd het traject na nog geen zeven jaar in 1980 vervangen door de U-Bahn.
Vanaf 1975 werd een aanzienlijk deel van het tramnetwerk vervangen door de metro waarbij tot 1983 de lijnen 1, 2, 4, 6, 7, 8, 9, 11, 14, 17, 21 en 24 verdwenen waarbij delen werden overgenomen door andere lijnen, zoals de zuidelijke takken van de lijnen 2 en 7 door een nieuwe lijn 27, de tak van lijn 9 naar Gondrellplatz door lijn 20, sinds 1980 lijn 14 en de oostelijke tak naar Effnerplatz door lijn 18 en 20. Na opheffing van lijn 14 werd de tak naar de Gondrellplatz overgenomen door lijn 16 en de tak naar de St.Veithstraße door lijn 19. De lijn in de Barer Straße werd aanvankelijk vervangen door lijn 25, later door lijn 18 die ook de tak naar de Effnerplatz van lijn 19 overnam. De lijnen in de Nymphenburgerstraße en van Neuhausen naar Hanauerstraße werden gesloten na de opening van de U-Bahn.

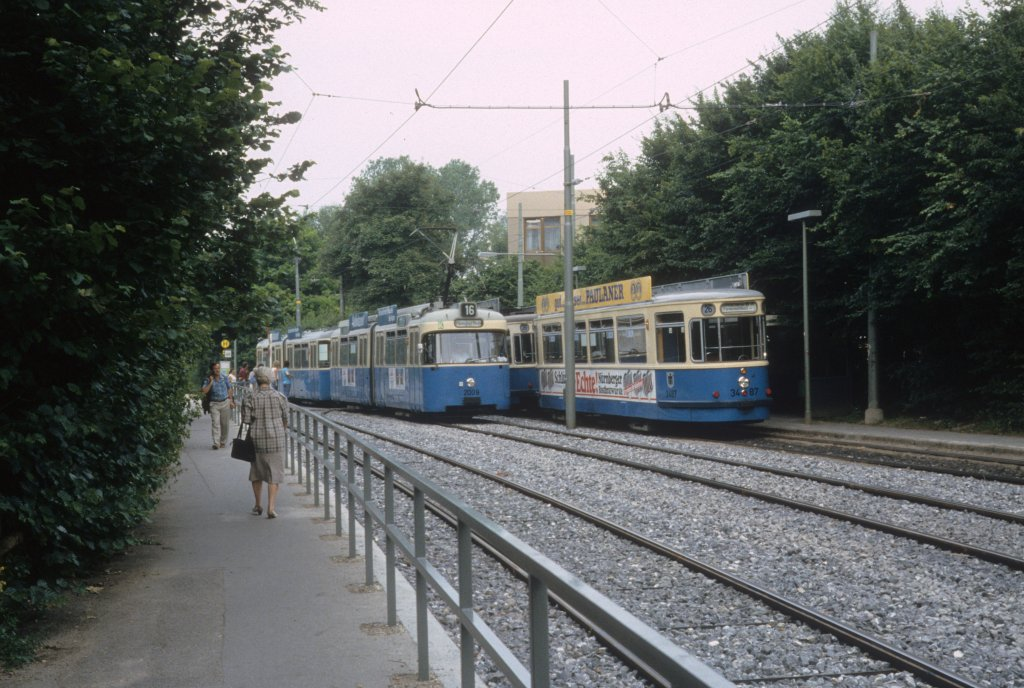
Naar voren verplaatst eindpunt lijn 16 Fürstenried-West in 1987, het oude eindpunt op de achtergrond moest plaats maken voor de bouw van het ondergrondse metrostation

De rekruteringsinspanningen werden ook versneld door het feit dat de bovenleidingen zo snel mogelijk werden verwijderd in het geval van in onbruik geraakte lijnen en in sommige gevallen werden ook de sporen verwijderd. Ondanks petities van burgers van München werd lijn 17 in 1983 volledig stopgezet (er werd beweerd dat de lijn parallel liep aan de S-Bahn Hauptbahnhof – Laim). Na deze opheffingen bestond het tramnet uit de lijnen 12, 13, 15/25, 16/26, 18, 19/29, 20, 25 en 27. De lage nummers waren in gebruik bij de metro. Versterkingslijn 29 werd in 1988 opgeheven.   

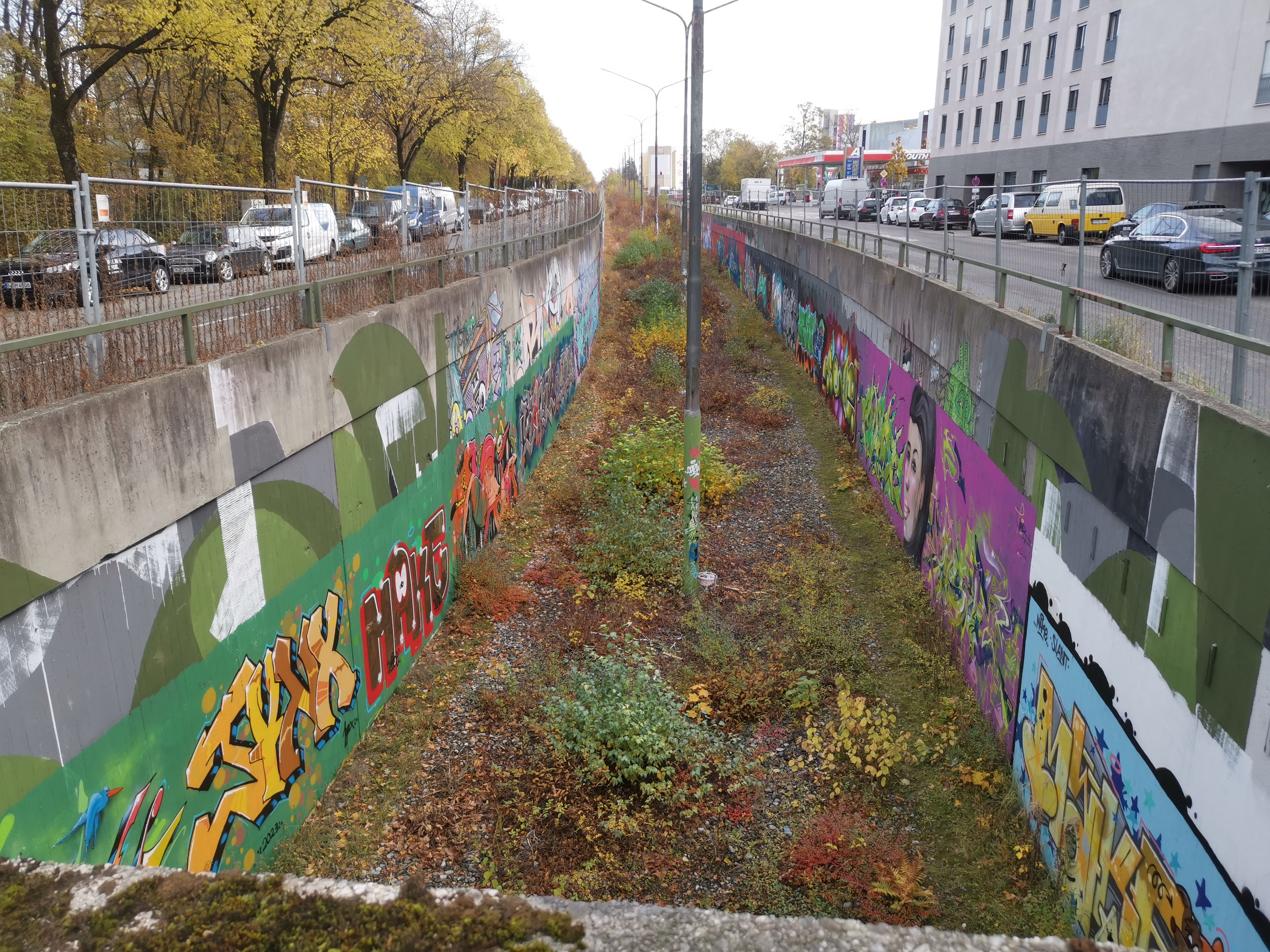
Verlaten tramtunnel in 2023 op traject naar Fürstenried-West. Slechts 27 jaar gebruikt omdat de tunnels niet door de metro worden gebruikt

De eindlus van lijn 16 in Fürstenried-West werd van 1987-1991 naar voren verplaatst om plaats te maken voor de bouw van het metrostation. Na de verlenging van de U3 naar Forstenried bleef de lijn in tegenstelling tot het oorspronkelijke plan toch nog gehandhaafd tot 1991 tot het gereed komen van de verlenging van U3 naar Fürstenried-West. Daarentegen werden de tak van lijn 12 naar Harthof en lijn 13 naar Hasenbergl een jaar eerder dan gepland in 1993 door U2 vervangen omdat de bouw spoediger was verlopen. Tussen de Stadtwerke en de gemeente was er een gevecht over terugkeer van de  tramlijn Harras – Waldfriedhof/Lorettoplatz, die op proef in 1984 als lijn 26 weer werd ingesteld, maar in feite een parallelle dienst op de metro en bus vormde. In 1989 werd het traject naar de Gondrellplatz overgenomen van lijn 16. De proef werd in 1993 stopgezet omdat de lijn door onvoldoende reizigers werd gebruikt waarbij het traject naar de Gondrellplatz werd overgenomen door lijn 18 waarvoor de sporen in de Zschokkestraße werden herlegd. Ook verscheen een versterkingslijn 21 op het drukste traject van lijn 20. 
Uiteindelijk is een totale opheffing niet doorgegaan en werd besloten het tramnet gedeeltelijk te handhaven waarbij op 1 juni 1996 ook de noordelijke tak van lijn 17 met een gewijzigde route terugkeerde. Op 8 november 1997 keerde de Oosttangent (voormalige lijn 12) met lijn 15/25 tussen Max-Weber-Platz en Ostfriedhof terug. In 1999 verscheen versterkingslijn 16 op het drukste traject van lijn 17. Lijn 21 werd een volwaardige lijn. 

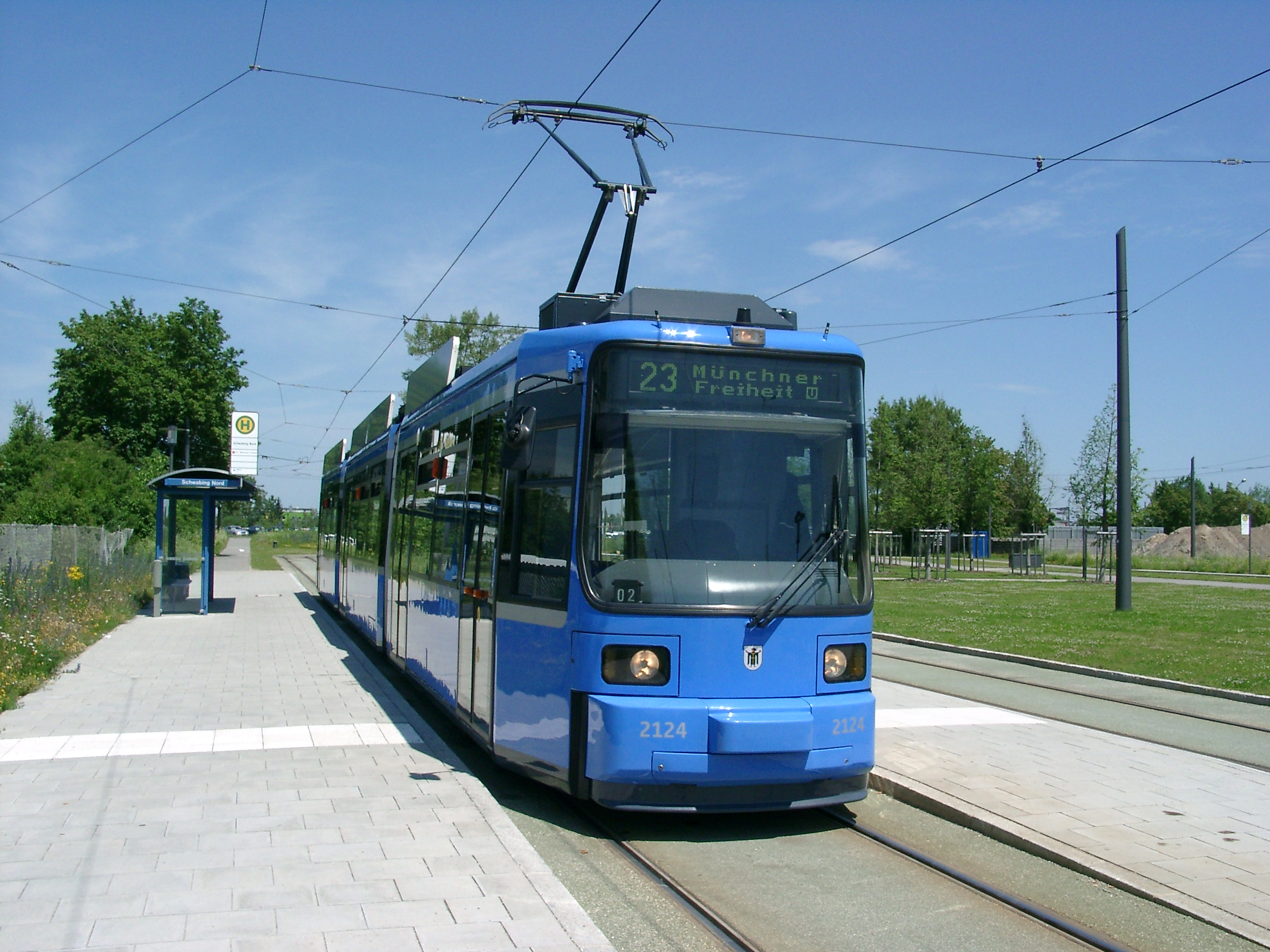
Tramlijn 23 in Schwabing in 2011

Op 12 december 2009 werd een nieuwe tramlijn 23 tussen Münchner Freiheit en Schwabing Nord geopend op het tracé van een voormalige spoorlijn naar Schwabing. De lijn kruist de Mittlerer Ring met de Schenkendorfbrug, een 84 meter lange tuibrug. De lijn heeft behalve remisesporen geen verbinding met de overige lijnen. Op 10 december 2011 werd lijn 17 doorgetrokken van de Effnerplatz naar St.Emmeram. Het gedeelte tot Cosimabad werd van 1970-1980 al bereden door de lijnen 9 en 20 maar werd opgeheven vanwege de aanleg van de U-Bahn. In de spits rijdt hier ook lijn 16 die een volwaardige lijn werd. Ook bestond enige tijd versterkingslijn 22 en daarna lijn 29.
Op 10 december 2016 werd de laatste uitbreiding van het netwerk geopend. De verlenging van lijn 25 van Max-Weber-Platz naar het S-Bahn-station Berg am Laim, hier reed eerder lijn 1 maar aan de andere kant van het spoor. De uitbreiding maakt gebruik van de bestaande sporen naar het depot in Steinhausen die in het verleden al door lijn 19 en 27 werden bediend. Vanaf de Vogelweideplatz werd een nieuw 1,3 kilometer lang traject aangelegd. Omdat de goedkeuringsprocedure voor de bouw door de regering van Opper-Beieren vertraging opliep werd de opening een jaar vertraagd. De korttraject diensten kregen ook het lijnnummer 25 ipv. 15. In 2018 is lijn 25 hier vervangen door lijn 19 die een verbinding met het centrum geeft. Lijn 12 werd in 2025 over de dienstsporen vanaf de Scheidplatz doorgetrokken naar Schwabing Noord. In de loop der tijd zijn ook enkele lijngedeelten van lijnen omgeruild.    
Ook werd nieuw materieel aangeschaft ter vervanging van het verouderde wagenpark na jarenlange stagnatie.

## Netwerk
Het totale netwerk bestaat uit (in 2025) 11 tramlijnen. Hiervan rijden er 10 regulier (lijn 12, 16, 17, 18, 19, 20, 21, 23, 25 en 27), is er 1 versterkingslijn (lijn 28) en 4 nachtlijnen (N17, N19, N20 en N27) langs deels andere routes dan overdag. De lijnen 12/23, 16/17, 18/19 en 27/28 rijden voor een deel van het traject  paargewijs. Daarnaast is er de toeristenlijn E7. Hoewel het netwerk sterk uitgedund is door de bouw van de metro, komen de trams nog steeds in grote delen van de stad maar zijn vooral aanvullend. Tramlijn 25 naar Grünwald is de enige interlokale tramlijn.

## Trolleybus
Van 28 april 1948 tot 28 april 1966 werd ook één trolleybuslijn geëxploiteerd als aanvulling op de tram. De 9,3 kilometer lange tangentiële lijn telde 19 haltes in de westelijke districten en verbond de Romanplatz met de Wolfratshauser Straße. De lijn voerde de lijnaanduiding   "O" ter onderscheiding van de normale buslijnen.

## Materieel

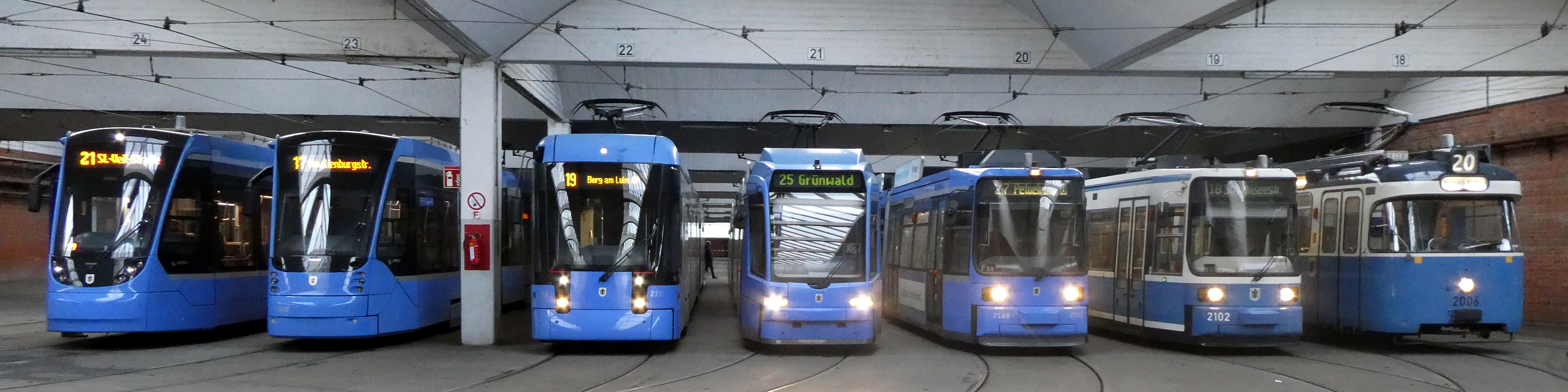
Overzicht tramtypen, chronologisch van rechts naar links.

In München is het gebruikelijk elk nieuw tramtype een opvolgende letter uit het alfabet te geven.

### Huidig
- Type R Van 1994 tot 1997 werden bij Adtranz 70 lagevloertrams van het type Type R aangeschaft: 2101-2170, deze zijn driedelig. Van 1999 tot 2001 werden nog eens 20 stuks geleverd: 2201-2220, dan in vierdelige variant met een gewijzigde kopvorm. Tussen 2009 en 2016 werden 55 wagens type R gereviseerd inclusief een nieuw kleurontwerp. Het passagierscompartiment werd opnieuw ontworpen en de elektrische uitrusting werd gemoderniseerd. De gemoderniseerde voertuigen worden aangeduid als type R 2.2b. Een 2-tal wagens werd in verband met schade afgevoerd en de resterende 13 wagens met de laagste nummers zijn niet meer gemoderniseerd.
- Types S Vanaf 2009 werden van Stadler 14 lagevloertrams van het type Variobahn in dienst gesteld: 2301-2304 en  2311-2320.
- Type T Sinds 2013 worden van Siemens 124 lagevloertrams van het type Type T afgeleverd: 2801-2808,  2701-2709,  2751-2759, 2501-2504 en 2511-2583 welke laatste serie nog maar voor een deel is geleverd. De trams zijn er in tweedelige, driedelige en vierdelige versies. Zij hebben de wagens van Type P en zullen uiteindelijk de wagens van het Type R 2.2b gaan vervangen en rijden in dubbeltractie in verschillende combinaties.

### Historisch

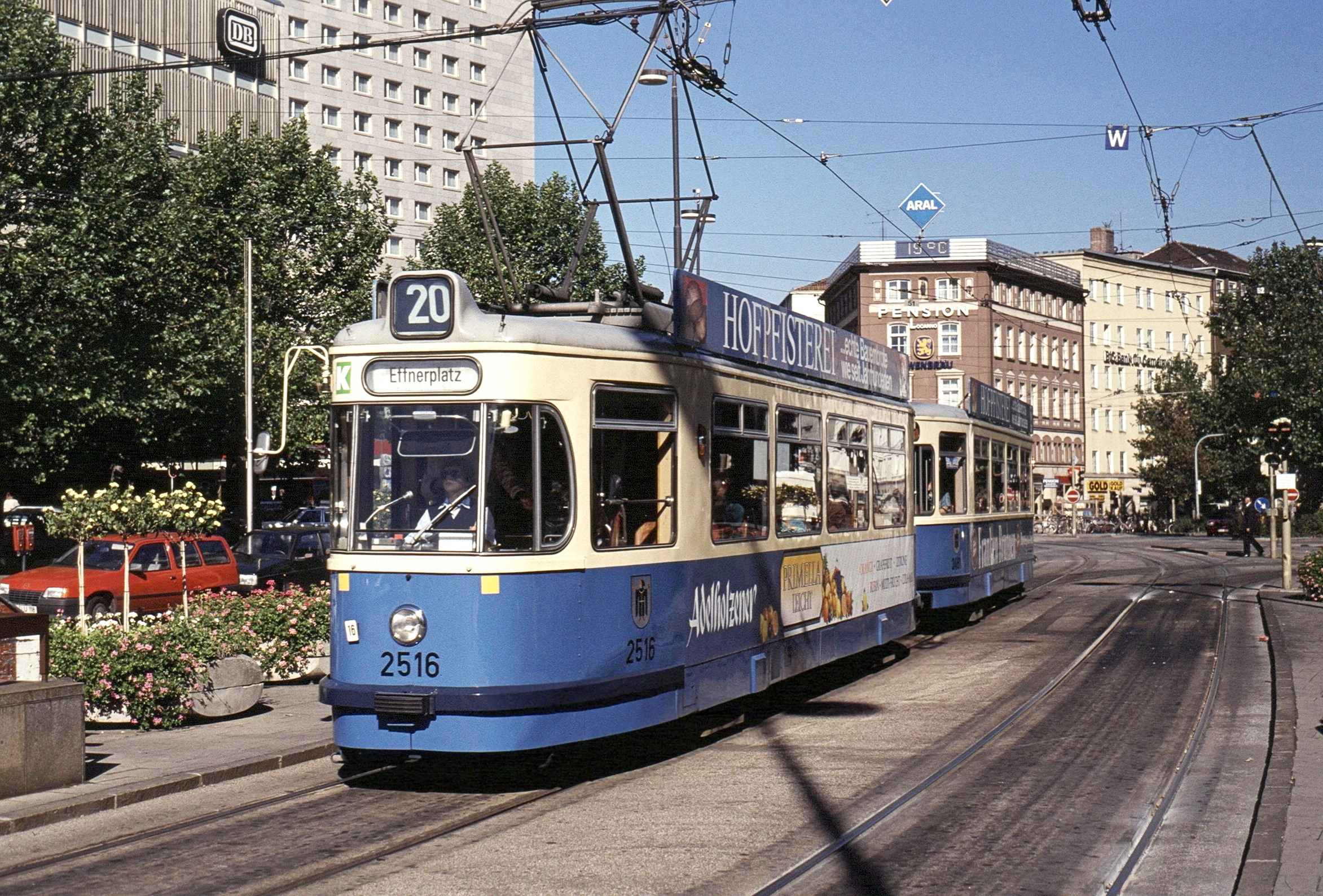
Type M4 2516 met bijwagen op lijn 20 in 1990

- Type M Van 1950-1965 kwam het drieassige type M in dienst. De richtingaanduiding geschied met een omdraaibaar wit bord. Er kwamen in totaal 286 motorwagens voorzien van pantograaf in dienst onderverdeeld in M1-M5 met de wagennummers 764-1049. De 781-1049 werden tussen 1971 en 1975 vernummerd in de series 2301-2379, 2401-2498, 2501-2535 en 2601-2670. Ook kwamen er 246 gelijke bijwagens van het type onderverdeeld in m1-m5 met de wagennummers 1601-1846. Tussen 1971 en 1975 vernummerd in 3201 en 3202, 3301-3393, 3401-3498 en 3501-3545 en omgebouwd voor eenmanbediening. Er waren meer motor dan bijwagens aangeschaft omdat op de drukke lijn 8 met twee motorwagens en een bijwagen werd gereden waarvoor aanvankelijk vier man personeel voor benodigd was. Ook kwamen twee gekoppelde motorwagens voor en een enkele maal een losse motorwagen. De laatste exemplaren gingen in 1998 uit dienst: ze worden daarna alleen voor enkele stadsrondritten ingezet. Een groot aantal wagens werd verkocht aan Boekarest.

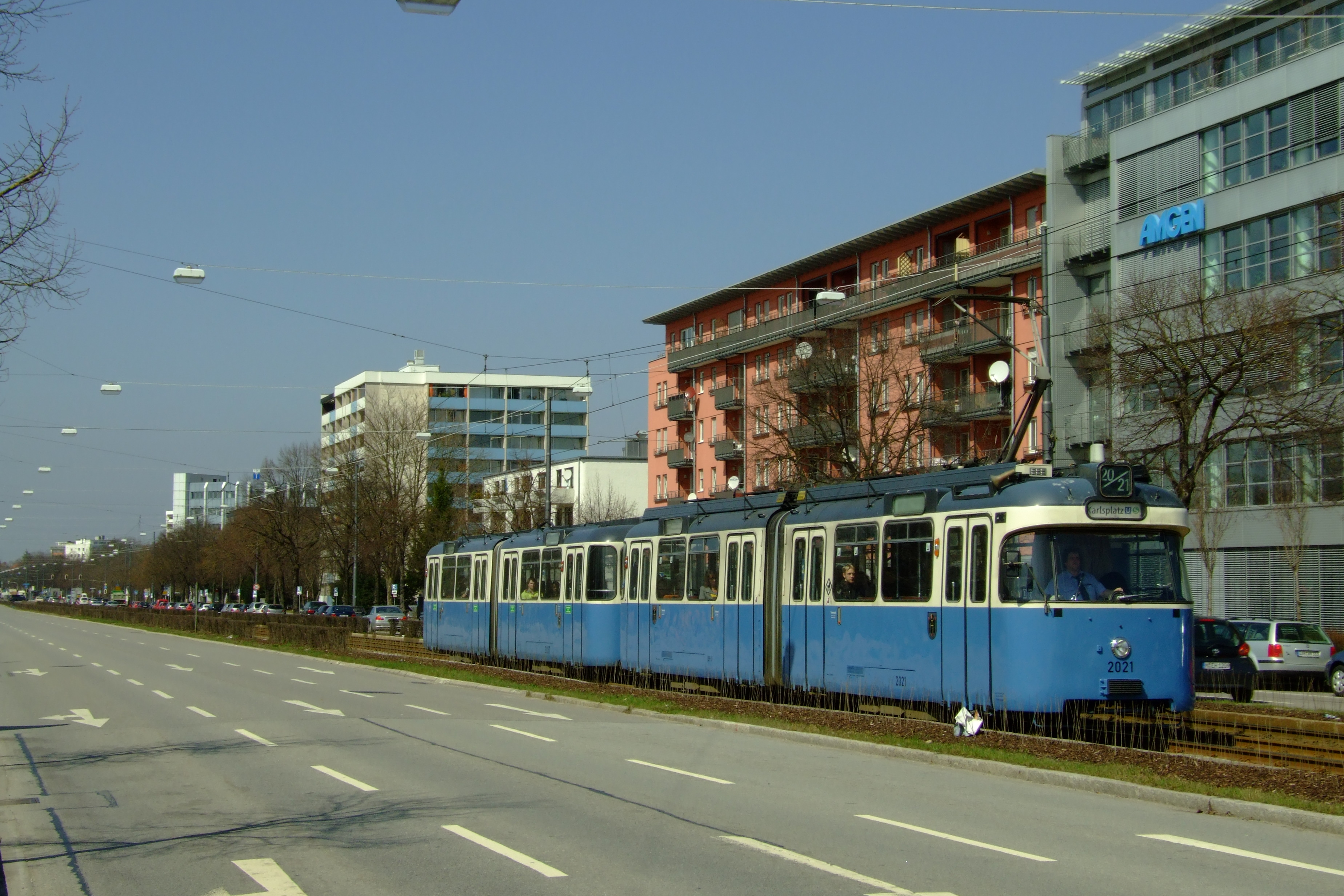
Type P 2021 met bijwagen op lijn 20/21

- Type P Van 1964 tot 1968 werden bij Rathgeber 44 gelede motorwagens en 40 gelede bijwagens  Type P aangeschaft, afgeleid van het type uit Bremen, bestemd voor de drukste lijnen met de wagennummers 2001-2044 en 3001-3040. Normaliter reden de wagens in combinatie van motor en bijwagen en een enkele keer als losse motorwagen. Aangezien vrijwel alle zijn verkocht voor gebruik in Roemenië of zijn gesloopt, waren er tot 2022 van elk nog drie beschikbaar. Ze worden  echter sinds 2020 niet meer ingezet wegens defecten en de werkplaats had  onvoldoende capaciteit voor reparatie. Ook het aantal bestuurders dat bevoegdheid had voor deze wagens was beperkt en andere bestuurders zouden  eerst herinstructie op de wagens moeten krijgen.[5]

- Type R

Drie prototypes type R uit 1990-1991, 2701-2703, werden verkocht aan het trambedrijf van Norrkoping.

## Varia
München kent een tweetal lange en drukke verkeerstunnels onder het spoorwegemplacement, de "Paul-Heyse-unterführing" en de "Laimer-unterführing". Om de voorkomen dat voetgangers hier een koolmonoxide vergiftiging opliepen bestond er tot in 1983 een speciaal tarief van 30 pfennig dat recht gaf op de gehele dag onbeperkt vervoer tussen de laatste halte voor de onderdoorgang en de eerste halte erna. Met de opheffing van lijn 22 in 1970 verdween de tram uit de Laimer-unterführing en met de opheffing van lijn 17 in 1983 ook uit de Paul-Heyse-unterführing en keerde na terugkeer in 1996 niet terug.